# أعضاء مكتب إرشاد جماعة الإخوان المسلمين

شعار جماعة الإخوان المسلمين

## أول مكتب إرشاد (يوليو1931)
تكون أول مكتب إرشاد بعد دعوة المرشد العام حسن البنا نواب فروع الإخوان المسلمين في القطر المصري لعقد المؤتمر العام الأول للجماعة «مجلس شوري الجماعة» في مدينة الإسماعيلية، يوم الخميس 22 صفر 1350 هـ، ونتج عن هذا المؤتمر تكوين مكتب الإرشاد الأول للجماعة من فضيلة المرشد وعشرة أعضاء معه وهم:
1. الشيخ مصطفى الطير من علماء الأزهر «مدرس بالأزهر».
2. الشيخ حامد عسكرية من علماء الأزهر «واعظ».
3. الشيخ عفيفى الشافعي من علماء الأزهر «مأذون شرعى بالسويس».
4. الأستاذ أحمد السكري «مدرس بالمدارس الابتدائية».
5. الأستاذ خالد عبد اللطيف «من أعيان الجمالية».
6. الأستاذ محمد فتح الله درويش «موظف بالمالية بالقاهرة».
7. الأستاد عبد الرحمن الساعاتي «موظف بهندسة الوابورات بالقاهرة».
8. إلأستاذ محمد أسعد الحكيم «موظف بهندسة الوابورات بالقاهرة» كاتم سر المكتب.
9. الأستاذ محمد حلمى نور الدين «موظف بتفتيش رى الجيزة» أمين صندوق المكتب.

## يناير1934
شهر 2 شوال 1352 هـ، الموافق 18 يناير 1934م انعقد مجلس الشورى العام الثاني للإخوان اتخذ عدة قرارات في شأن تنظيم المكتب، منها: أن يؤدي كل نائب أو نقيب اشتراكًا ماليًّا للمكتب، ويعفى من اشتراك الشعبة، وزيادة عدد أعضاء اللجنة الدائمة للمكتب إلى عشرة أعضاء بدلاً من ستة، وزيادة الأعضاء المنتدبين من أربعة إلى خمسة، وبذلك أصبح عدد أعضاء مكتب الإرشاد 16 عضوًا بالمرشد العام، وهم:
1. المرشد العام حسن البنا رئيسًا
2. الشيخ مصطفى الطير وكيلاً
3. أحمد إبراهيم السراوي أفندي مراقبًا
4. محمد حلمي نور الدين أفندي أمينًا
5. محمد أسعد الحكيم أفندي سكرتيرًا
6. السيد أسعد راجح سكرتيرًا
7. بالإضافة إلى 5 أعضاء دائمين، و5 أعضاء منتدبين. بالإضافة لأعضاء المكتب السابق

## منذ 1995
1. أ.محمد حامد أبو النصر: المرشد الرابع للجماعة (1986 - 1996)
2. مصطفى مشهور: المرشد الخامس للجماعة (1996 - 2002)
3. محمد مأمون الهضيبي: المرشد السادس للجماعة (2002 - 2004)
4. محمد مهدي عاكف: المرشد السابع (2004 م - 16 يناير 2010)
5. أ.د.محمد حبيب: النائب الأول للمرشد العام، أستاذ في قسم الجيولوجيا، كلية العلوم جامعة أسيوط [3]
6. م.خيرت الشاطر: النائب الثاني للمرشد [3]، أكاديمي سابق ورجل أعمال في العديد من المجالات أهمها تقنية المعلومات والبرمجة ويمتلك العديد من المصانع والأنشطة التجارية تمت مصادرة أملاكه من قبل النظام الحاكم في مصر وأجهزته الأمنية وقد تعرض لمحاكمة عسكرية في (ديسمبر 2006 م) في مصر على خلفية انتمائه للإخوان وحكم عليه بالسجن لمدة 7 سنوات.[4]
7. إبراهيم منير: مصري مقيم في لندن [5]، والمتحدث باسم الإخوان المسلمين بأوروبا والمشرف العام على موقع (رسالة الإخوان).[6]
8. أ.د.محمود عزت: أمين عام الجماعة، رئيس قسم الفيروسات بكلية الطب جامعة الزقازيق.
9. أ.د.محمد علي بشر: أستاذ مساعد بقسم الهندسة الكهربائية، كلية الهندسة جامعة المنوفية، والأمين العام لنقابة المهندسين المصرية من 1991 م وحتى فرض الحراسة عليها 1995 م، والأمين العام السابق لاتحاد المنظمات الهندسية في الدول الإسلامية من 1989 م وحتى عام 1997 م، وقد تعرض لمحاكمة عسكرية في (ديسمبر 2006 م) في مصر على خلفية انتمائه للإخوان وحكم عليه بالسجن لمدة 3 سنوات.[4]
10. الشيخ محمد عبد الله الخطيب: مفتي الجماعة وداعية إسلامي مصري.[4]
11. أ.د. محمد بديع: أستاذ متفرغ بقسم الباثولوجيا بكلية الطب البيطري جامعة بني سويف، وواحد من أعظم مائة عالم عربي حسب الموسوعة العلمية العربية التي أصدرتها هيئة الاستعلامات المصرية عام 1999 م [7]
12. د. جمعة أمين: أحد أهم مفكري الجماعة والمؤرخ الرسمي للإخوان له الكثير من الأطروحات السياسية والعديد من المؤلفات مثل «شرح الاصول العشرين للفهم» و«تاريخ جماعة الإخوان المسلمين» والذي يعد الكتاب الوحيد الموثق من قبل الجماعة لتاريخ الإخوان في مصر.
13. أ.د. محمد مرسي: أستاذ الهندسة ورئيس قسم المواد بجامعة الزقازيق، عضو مجلس الشعب المصري والمتحدث باسم الكتلة البرلمانية للإخوان (الدورة البرلمانية 2000 م-2005 م)، وأحد القادة السياسيين بالجماعة.ورئيس جمهورية مصر بعد ثورة يناير إلى أن تم عزله في 3 يوليو 2013.
14. أ.د. رشاد بيومي: مسئول قسم الطلبة بالجماعة [8]، ووكيل نقابة العلميين في مصر، وأستاذ متفرغ بقسم الجيولوجيا كلية العلوم جامعة القاهرة.
15. أ.د. محمود غزلان: الأمين العام السابق للجماعة، وأستاذ بكلية الزراعة جامعة الزقازيق
16. د.عبد المنعم أبو الفتوح: أمين عام اتحاد الأطباء العرب وناشط مصري في مجال الحريات ويقوم بالتنسيق بين الإخوان والقوى السياسية المصرية كما أنه ضيف دائم لوسائل الاعلام العربية والدولية لشرح رؤية الإخوان في القضايا المختلفة المتعلقة بالإصلاح في مصر والوطن العربي عموماً، صاحب الموقف الشهير عندما كان رئيس اتحاد طلاب مصر ووقف يناقش الرئيس المصري السابق أنور الساداتوتم فصله من الجماعة في 2012 وترشح للرئاسة الجمهورية مصر العربية وخسر وكون حزب سياسي يعرف باسم مصر قويه.
17. أ.د. محمود حسين: أستاذ بكلية الهندسة جامعة أسيوط.[9]
18. أ. لاشين أبو شنب: أستاذ اللغة العربية تخرج في كلية دار العلوم جامعة القاهرة، عمل أستاذا للغة العربية في الكويت وفي السعودية بجامعة محمد بن سعود.
19. صبري عرفة.[4]
20. د.حسن هويدي (توفي 13 مارس 2009): سوري مقيم في لندن ونائب المرشد العام بالخارج [3]، المراقب العام السابق للإخوان المسلمين في سوريا، طبيب في الأمراض الباطنة وداعية إسلامي سوري.
21. أ. محمد هلال (توفي 21 سبتمبر 2009): القائم بأعمال المرشد بعد وفاة المرشد الأسبق مأمون الهضيبي وحتي تولي المرشد محمد مهدي عاكف، محامي ومستشاراً قانونياً سابقا بجامعة الإمام محمد بن سعود بالرياض بالسعودية.

### 26 مايو 2008
في 26 مايو 2008 م  قام أعضاء مجلس شوري الجماعة العام (البالغ عددهم تسعين) بانتخابات جزئية لتصعيد أعضاء جدد لمكتب الإرشاد العام وتم انتخاب 5 أعضاء، ولكن ظهر إشكالية جديدة هنا وأن عدد أعضاء مكتب الإرشاد العام كما تحدده اللائحة الداخلية للإخوان 16 عضو بخلاف المرشد العام وبعد تصعيد الأعضاء الجدد أصبح العدد عشرون عضو وهذا مخالف للائحة الداخلية والجماعة تؤكد أن الأعضاء الجدد لم يحلوا محل الأعضاء المحكوم عليهم عسكريا مثل نائب المرشد خيرت الشاطر ود. محمد علي بشر ولا محل الأعضاء المتقدمين في العمر أو الذين لديهم مشاكل صحيه، ويؤكد نائب المرشد الأول د. محمد حبيب أن الأعضاء باقيين في مناصبهم وأن الجماعة لن تعدل اللائحة وقال: «تعديل اللائحة يتم من خلال اجتماع مجلس شورى الجماعة (المكون من 90 عضوا)، والجماعة تعيش ظروفًا سياسية غير صحية حاليا، وغير ملائمة للقيام بمثل هذا الأمر الآن»، وقام مراقبون سياسيون تفسيرا لهذه الإشكالية «اللائحية» يتمثل في ترجيح أن يكون دور الأعضاء الجدد بمثابة «قائمين بالأعمال» لأعضاء مكتب الإرشاد الغائبين لظروف السجن أو المرض، مع الإبقاء على هؤلاء الغائبين في مناصبهم بما يمثل ترضية لجميع الأطراف. والأعضاء الجدد هم:
1. د. محمد سعد الكتاتني: رئيس الكتلة البرلمانية لنواب الإخوان المسلمين بالبرلمان المصري (الدورة البرلمانية 2005 م - 2010 م)[4]، وعضو منظمة العفو الدولية، وأستاذ النبات بكلية العلوم جامعة المنيا.
2. أ.د. أسامه نصر الدين: رئيس قسم التنمية الإدارية بالجماعة، والرئيس السابق للمكتب الإداري للجماعة بالإسكندرية [4]، وأستاذ الميكروبيولوجي بمعهد البحوث بجامعة الإسكندرية.
3. د. محي حامد: عضو مكتب الأمانة العامة للجماعة، وعضو المكتب الإداري للجماعة بمحافظة الشرقية بمصر[10]، وأخصائي الأنف والأذن.
4. د. محمد عبد الرحمن: نائب مسئول المكتب الإداري بمحافظة الدقهلية[10]، طبيب.[4]
5. م. سعد عصمت الحسيني: عضو المكتب السياسي للجماعة[10]، مهندس مدني مصري وعضو مجلس الشعب (الدورة البرلمانية 2005 م - 2010 م)[4] ونائب المتحدث الرسمي للكتلة البرلمانية للإخوان المسلمين.

## منذ 21 ديسمبر 2009[11]
1. محمد بديع: المرشد العام للجماعة، أستاذ متفرغ بقسم الباثولوجيا بكلية الطب البيطري جامعة بني سويف، وواحد من أعظم مائة عالم عربي حسب الموسوعة العلمية العربية التي أصدرتها هيئة الإستعلامات المصرية عام 1999م [12].
2. أسامه نصر الدين: رئيس قسم التنمية الإدارية بالجماعة، والرئيس السابق للمكتب الإداري للجماعة بالإسكندرية [4]، وأستاذ الميكروبيولوجي بمعهد البحوث بجامعة الإسكندرية.
3. جمعة أمين: نائب المرشد العام[13]، وأحد أهم مفكري الجماعة والمؤرخ الرسمي للإخوان له الكثير من الأطروحات السياسية والعديد من المؤلفات مثل "شرح الاصول العشرين للفهم" و"تاريخ جماعة الإخوان المسلمين" والذي يعد الكتاب الوحيد الموثق من قبل الجماعة لتاريخ الإخوان في مصر.
4. حسام أبو بكر: دكتور مهندس بجامعة المنصورة[14] والمسئول السابق للمكتب الإداري بشرق القاهرة انتخب في الانتخابات التكميلية في 6 أغسطس 2011[15]
5. رشاد بيومي: نائب المرشد العام[13]، ومسئول قسم الطلبة بالجماعة [16] ، ووكيل نقابة العلميين في مصر، وأستاذ متفرغ بقسم الجيولوجيا كلية العلوم جامعة القاهرة.
6. عبد الرحمن البر: أستاذ علم الحديث في جامعة الأزهر
7. عبد العظيم أبو سيف: الرئيس السابق للمكتب الإداري لمحافظة بني سويف، انتخب في 6 أغسطس 2011 ممثلا لمقعد شمال الصعيد خلفا للدكتور سعد الكتاتني والذي استقال للتفرغ لحزب الحرية والعدالة[15] عضو مجلس الشعب 2005 - 2010[17]
8. عصام الحداد[18]: دكتور تحاليل طبية[19]
9. محمد أحمد إبراهيم: انتخب في الانتخابات التكميلية في 6 أغسطس 2011[15] استشاري في إدارة البحوث، ونائب سابق لمسئول المكتب الإداري بالأسكندرية[20]
10. محمد طه وهدان: رئيس قسم التربية بالجماعة وأستاذ دكتور في

كلية الزراعة جامعة قناة السويس، انتخب في 14 يناير 2012 بدلاً من م. سعد الحسيني؛ نظرًا لانتخابه عضوًا بالمكتب التنفيذي لحزب الحرية والعدالة.
1. محمد عبد الرحمن: نائب مسئول المكتب الإداري بمحافظة الدقهلية[10]، طبيب [4].
2. محمد علي بشر: أستاذ مساعد بقسم الهندسة الكهربائية، كلية الهندسة جامعة المنوفية، والأمين العام لنقابة المهندسين المصرية من 1991م وحتى فرض الحراسة عليها 1995م، والأمين العام السابق لاتحاد المنظمات الهندسية في الدول الإسلامية من 1989م وحتى عام 1997م، و قد تعرض لمحاكمة عسكرية في (ديسمبر 2006م) في مصر على خلفية انتماؤه للإخوان و حكم عليه بالسجن لمدة 3 سنوات[4].
3. محمود أحمد أبو زيد: جراح أوعية دموية وأستاذ بكلية طب القصر العيني، وعضو اللجنة الدولية لتطوير التعليم الطبي بالجامعات المصرية.
4. محمود حسين: أمين عام الجماعة، وأستاذ بكلية الهندسة جامعة أسيوط [9] .
5. محمود عزت: نائب المرشد العام[13]، ورئيس قسم الفيروسات بكلية الطب جامعة الزقازيق.
6. محمود غزلان: الأمين العام السابق للجماعة، وأستاذ بكلية الزراعة جامعة الزقازيق
7. محي حامد: عضو مكتب الأمانة العامة للجماعة، وعضو المكتب الإداري للجماعة بمحافظة الشرقية بمصر[10]، وأخصائي الأنف والأذن.
8. مصطفى الغنيمي: مسئول قطاع وسط الدلتا والأمين العام لنقابة أطباء الغربية، إستشاري النساء والتوليد

### 6 يونيو2011
بعد إعلان الجماعة تأسيس حزب الحرية والعدالة قررت أن يكون هناك فصل تام بين الحزب والجماعة وعليه قام الأعضاء القياديين في المراكز التنفيذية في الجماعة والذين تم اختيارهم لتقلد مناصب قيادية في الحزب بتقديم استقالاتهم بعد الإعلان الرسمي عن تأسيس الحزب في 6 يونيو 2011 وأصبحت مقاعدهم خالية وهم:
1. عصام العريان: والذي كان متحدث إعلامي رسمي للجماعة[13] وأمين عام مساعد لنقابة الأطباء المصرية وأحد القيادات السياسية والإعلامية للإخوان ومسئول القسم السياسي بالجماعة والذي أصبح نائبا لرئيس حزب الحرية والعدالة.
2. محمد سعد الكتاتني: متحدث إعلامي رسمي للجماعة[13]، ورئيس الكتلة البرلمانية لنواب الإخوان المسلمين بالبرلمان المصري (الدورة البرلمانية 2005 م - 2010 م)[4]، وعضو منظمة العفو الدولية، وأستاذ النبات بكلية العلوم جامعة المنيا. والذي أصبح وكيلا لمؤسسي حزب الحرية والعدالة ثم أمينا عاما له ثم رئيسا للحزب بعد انتخابات ترشح فيها منافسا للدكتور عصام العريان وفاز د. سعد الكتاتنى بمنصب رئيس الحزب.
3. محمد مرسي: متحدث إعلامي رسمي للجماعة [13]، وأستاذ الهندسة ورئيس قسم المواد بجامعة الزقازيق، عضو مجلس الشعب المصرى والمتحدث باسم الكتلة البرلمانية للإخوان (الدورة البرلمانية 2000 م-2005 م)، وأحد القادة السياسيين بالجماعة. والذي أصبح رئيس حزب الحرية والعدالة ومن بعدها أصبح أول رئيس منتخب لجمهورية مصر العربية

### 6 أغسطس2011
تم عمل انتخابات تكميلية علنية لأول مرة في تاريخ الجماعة في فندق الانتركونتيننتال بستي ستارز بمدينة نصر لشغل المقاعد الثلاثة الفارغة منذ 6 يونيو 2011، وتم انتخاب:
1. حسام أبو بكر دكتور مهندس بجامعة المنصورة[23] والمسئول السابق للمكتب الإداري بشرق القاهرة[15]
2. عبد العظيم أبو سيف ممثلا عن مقعد شمال الصعيد خلاف لل د. سعد الكتاتني أمين عام حزب الحرية والعدالة، والرئيس السابق للمكتب الإداري لمحافظة بني سويف[15] عضو مجلس الشعب 2005 - 2010[24]
3. محمد أحمد إبراهيم[15] استشاري في إدارة البحوث، ونائب سابق لمسئول المكتب الإداري بالأسكندرية[25]

### 14 يناير2012
- في اجتماع لمجلس شورى الإخوان في 14 يناير 2012 تم انتخاب د.محمد وهدان بدلا من م. سعد الحسيني ونذلك طبقا لقرارات الفصل التام بين الحزب والجماعة وذلك بعد انتخاب سعد الحسيني عضوا بالمكتب التنفيذي لحزب الحرية والعدالة[21]
- وسعد عصمت الحسيني: هو مهندس مدني [4] وعضو المكتب التنفيذي لحزب الحرية والعدالة وعضو مجلس الشعب ونائب المتحدث الرسمي الكتلة البرلمانية لنواب الإخوان المسلمين في مصر (الدورة البرلمانية 2005 - 2010).[21]

### 8 فبراير2012
- تم تعيين د.عصام الحداد عضوا بالمكتب[26]

### 31 مارس2012
قام مجلس الشورى العام باختيار محمد خيرت الشاطر لترشيحه لرئاسة الجمهورية في مصر وبناء عليه أرسل الشاطر قرار استقالته للجماعة للتفرغ لسباق الرئاسة ومحمد خيرت الشاطر هو نائب المرشد العام، وأكاديمي سابق ورجل أعمال في العديد من المجالات أهمها تقنية المعلومات والبرمجة ويمتلك العديد من المصانع والأنشطة التجارية تمت مصادرة أملاكه من قبل النظام الحاكم في مصر وأجهزته الأمنية وقد تعرض لمحاكمة عسكرية في (ديسمبر 2006 م) في مصر على خلفية انتماؤه للإخوان وحكم عليه بالسجن لمدة 7 سنوات  وهو مسئول ملف مشروع النهضة في الجماعة.

## وصلات خارجية
- انعقاد مجلس الشورى العام الثاني للإخوان في 1934 م، إخوان أون لاين،
- عندما ينتخب إخوان مصر مكتب إرشاد جديد، الجزيرة للدراسات، 31 ديسمبر 2009